# Haverstraw
Haverstraw /nizozemski haverstroo, =oat-straw/, ime koje su Nizozemci dali jednoj skupini Unami Indijanaca (prema Ruttenberu), koji su živjeli na zapadnoj obali donjeg toka rijeke Hudson, na mjestu današnjeg okruga Rockland u New Yorku. 
Ime kojim su sami sebe nazivali danas je izgubljeno, ali moglo bi biti (Hodge) Reweghnome ili Rumachenanck.